# Великодубове
Великоду́бове — село в Україні, Запорізькому районі Запорізької області. Входить до складу Петро-Михайлівської сільської громади. Колишній орган місцевого самоврядування — Тернівська сільська рада. 
Площа села – 111 га. Кількість дворів – 91, кількість населення на 01.01.2007 р.  –  211 чол. 

## Географія
Село Великодубове знаходиться за 4 км від лівого берега річки Плоска Осокорівка і за 5 км від лівого берега річки Дніпро, на відстані 2,5 км від села Шевченка. Поруч проходить автомобільна дорога М18 (E105).
Село розташоване за 32 км від міста Вільнянськ, за 41 км від обласного центру. 
Найближча залізнична станція – Славгород-Південний (Дніпропетровська область) – знаходиться за 22 км від села.

## Населення

### Мова
Розподіл населення за рідною мовою за даними перепису 2001 року:
| Мова       | Кількість | Відсоток |
| ---------- | --------- | -------- |
| українська | 188       | 82.46%   |
| російська  | 39        | 17.10%   |
| болгарська | 1         | 0.44%    |
| Усього     | 228       | 100%     |

## Історія
Село утворилась в останній чверті XIX ст. 
7 (20) листопада 1917 року, відповідно до Третього Універсалу Української Центральної Ради, увійшло до складу Української Народної Республіки.
В 1932-1933 селяни переживають більшовицький геноцид[джерело?].
З 24 серпня 1991 року село входить до складу незалежної України.
День села відзначається 23 вересня.